# Kolkanaukko
Kolkanaukko este o arie protejată (arie specială de conservare — SAC, sit de importanță comunitară — SCI, arie de protecție specială avifaunistică — SPA) din Finlanda întinsă pe o suprafață de 429 ha, integral pe uscat.

## Localizare
Centrul sitului Kolkanaukko este situat la coordonatele 60°35′29″N 21°33′04″E / 60.5914°N 21.5511°E.

## Înființare
Situl Kolkanaukko a fost declarat sit de importanță comunitară în august 1998 pentru a proteja 31 de specii de animale. Alte tipuri de protecție:
- arie de protecție specială avifaunistică (în august 1998)[2]
- arie specială de conservare (în aprilie 2015)[1][3][4]

## Biodiversitate
Situată în ecoregiunea boreală, aria protejată conține 8 habitate naturale: Păduri naturale în etape succesive primare ale suprafețelor emergente de coastă, Lagune de coastă, Golfuri mici largi și golfuri puțin adânci, Pășuni de coastă din Baltica boreală, Mlaștini turboase de tranziție și turbării mișcătoare, Taiga vestică, Păduri caducifoliate bătrâne naturale hemiboreale fino-scandinave (Quercus, Tilia, Acer, Fraxinus sau Ulmus) bogate în specii epifite, Păduri fino-scandinave bogate în ierburi cu Picea abies.
La baza desemnării sitului se află mai multe specii protejate de  păsări (31): rață sulițar (Anas acuta), stârc cenușiu (Ardea cinerea), rață-cu-cap-castaniu (Aythya ferina), rața moțată (Aythya fuligula), cocoșul de mesteacăn (Bonasa bonasia), buhai de baltă (Botaurus stellaris), bătăuș (Calidris pugnax), erete de stuf (Circus aeruginosus), erete vânăt (Circus cyaneus), lebădă de iarnă (Cygnus cygnus), ciocănitoare neagră (Dryocopus martius), șoim călător (Falco peregrinus), șoimul rândunelelor (Falco subbuteo), cocor (Grus grus), pescăriță mare (Hydroprogne caspia), sfrâncioc roșiatic (Lanius collurio), pescăruș râzător (Larus ridibundus), Mergellus albellus, codobatura galbenă (Motacilla flava), vultur pescar (Pandion haliaetus), viespar (Pernis apivorus), ciocănitoare verzuie (Picus canus), corcodel-urechiat (Podiceps auritus), cresteț pestriț (Porzana porzana), Spatula clypeata, rață cârâitoare (Spatula querquedula), chiră de baltă (Sterna hirundo), Sterna paradisaea, fluierar negru (Tringa erythropus), fluierar de mlaștină (Tringa glareola), fluierarul cu picioare roșii (Tringa totanus).
Pe lângă speciile protejate, pe teritoriul sitului au mai fost identificate 1 specie de plante, 1 specie de amfibieni.